# توني ميرفي (لاعب كرة قاعدة)
توني ميرفي (بالإنجليزية: Tony Murphy)‏ هو لاعب كرة قاعدة أمريكي، ولد في 1859 في نيويورك في الولايات المتحدة، وتوفي بنفس المكان في 15 ديسمبر 1915.

## وصلات خارجية
- توني ميرفي على موقعبيزبول رفرنس.كوم (الدوري الرئيسي) (الإنجليزية)